# Puyhuan (Gorgor)
Puyhuan es una localidad peruana ubicada en el distrito de Gorgor, perteneciente a la provincia de Cajatambo del departamento de Lima, al centro oeste del Perú. 

## Ubicación
Puyhuan se ubica al sureste de la provincia de Cajatambo, en el distrito de Gorgor, en el departamento de Lima.

## Demografía
En 2017 Puyhuan tenía una población de 5 habitantes y 3 viviendas.
| Gráfica de evolución demográfica de Puyhuan entre 1993 y 2017 |
|                                                               |
| Fuentes: Población 1993 y 2017                                |